# Miroslav Kostadinov
Miroslav Kostadinov (En búlgaro: Мирослав Костадинов, nacido el 10 de marzo de 1976) es un cantante y compositor búlgaro.

## Biografía
Miroslav, más conocido como "Miro", formó parte del siempre popular dúo búlgaro KariZma, nacido en Dobrich en 1976 comenzó a tocar el piano en el momento en el que estaba sentado en frente de los equipos musicales. Después de varios años decide llevar su creatividad a un nuevo nivel y se une a un grupo de cantantes aficionados. Seguido de numerosos premios de diversos festivales, también colaboró con muchos de sus amigos que también son muy conocidos. Miro ha estado en esta carrera por un total de 16 años y que ya ha ganado dos prestigiosos premios en Varna Discovery. También ha sido invitado a actuar en Turquía y Kazajistán, donde impresionó a todo el mundo incluyendo el jurado. Más tarde, durante toda su carrera se convirtió en parte de Karizma, un dúo que ha participado en varias finales nacionales ya. En 2007, una carrera en solitario el punto de que parecía que quería llegar a su cima, por lo que registró sus primeras canciones, titulado "Ever Before" y "Lose Control", siendo este último su primer sencillo de su disco debut como solista "Omirotvoren". Durante el último par de meses, él ha sido parte de varios conciertos incluyendo como estrella invitada en el concierto de Rihanna en Sofía. El Festival de la Canción de Eurovisión fue su próximo reto y por lo tanto, lo aceptó con los brazos abiertos.
A pesar de no haber superado la final del Festival de Eurovisión, Miro, siguió adelante con nuevos proyectos musicales y anunció que el 24 de diciembre de 2010, sacaría un nuevo álbum cuyo nombre sería "Mesija" (Mesías), que sería ya su segundo trabajo desde la disolución de Karizma.

## Eurovisión
En 2010, Bulgaria decide elegir internamente a su representante. Un panel de 51 expertos en música tenían el derecho a elegir al cantante para representar a la BNT en Oslo. Miro recibió 10 votos, seguida por Poli Guenova con 7 votos y Nora con 3 puntos. Elitsa Todorova & Stoyan Yankulov, el grupo búlgaro que mejor quedó en el Festival de la Canción de Eurovisión (5º en 2007) no logró llegar a la cima local, obteniendo sólo 3 votos. Otros artistas que también compitieron fueron: Slavi Trifonov, Marija Ilieva y Lili Ivanova. 
Ya en el proceso de selección, cinco canciones fueron presentadas: "Twist & tango", "Mojat pogled v teb", "Angel si ti", "Ostani" y "Eagle", de las cuales, la tercera fue finalmente escogida para representar a Bulgaria en el certamen europeo.

## Discografía

### Con KariZma
- 2001 Riskuvam da te imam
- 2002 Kolko mi lipsvaš
- 2003 Šte izbjagam li ot teb
- 2005 Eklisijast

### En solitario
- 2008 Omirotvoren
- 2010 Mesija